# Agrotera rufitinctalis
Agrotera rufitinctalis là một loài bướm đêm trong họ Crambidae.